# Sinophorus tibialis
Sinophorus tibialis là một loài tò vò trong họ Ichneumonidae.